# Lothar Bienst

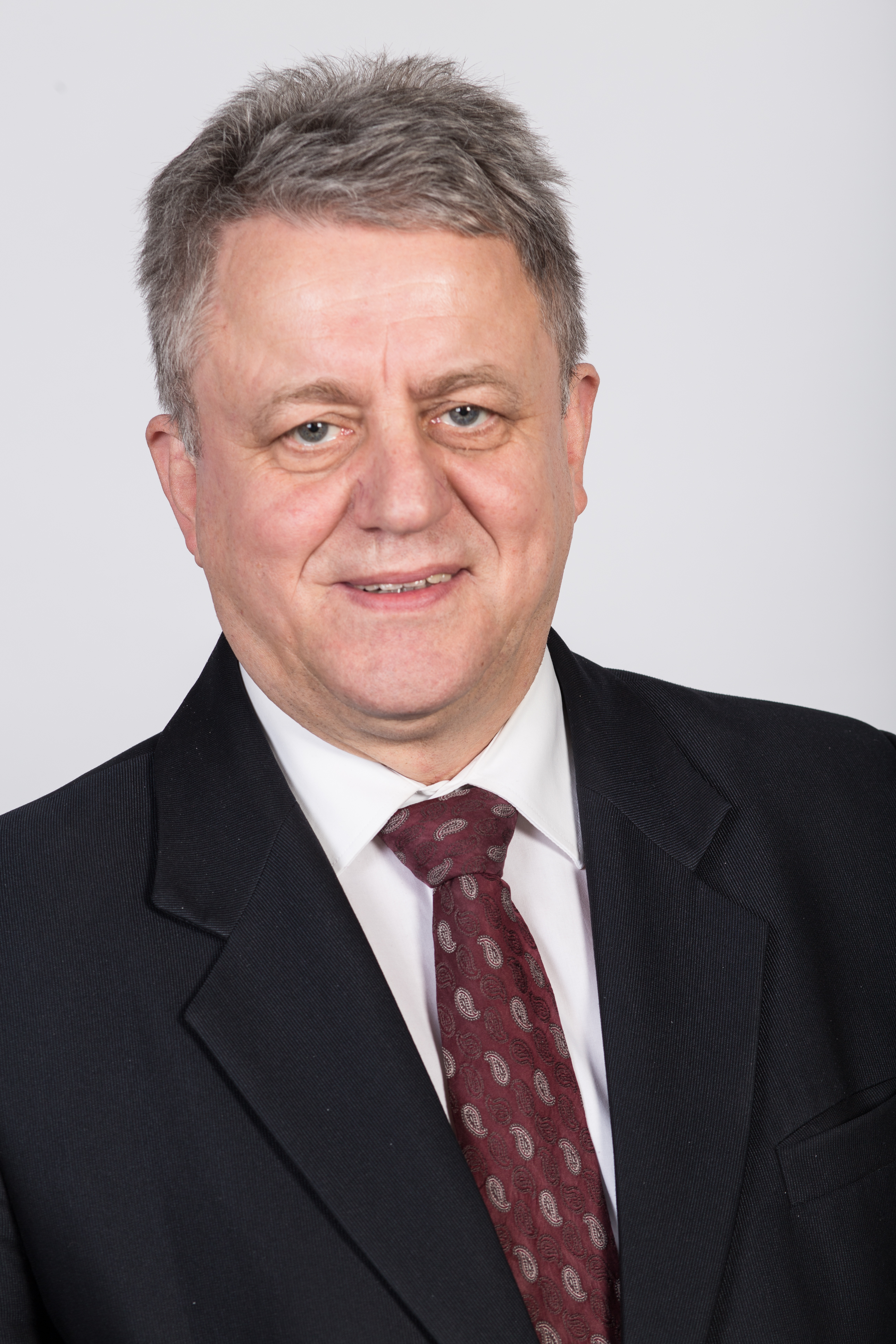
Lothar Bienst 2016

Lothar Bienst (* 26. Oktober 1956 in Teicha) ist ein deutscher Politiker (CDU). Im Jahr 2009 zog er in den Landtag von Sachsen ein, dem er bis 2019 angehörte.

## Leben
Bienst beendete 1971 die achte Klasse an der Polytechnischen Oberschule Daubitz und lernte zwei weitere Jahre an der Erweiterten Oberschule in Weißwasser. Bis 1975 folgte seine Ausbildung zum Elektromonteur. Im selben Jahr wurde er Lehrmeister am Kraftwerk Boxberg, bis 1977 leistete er Wehrersatzdienst in Basdorf. Im Jahr 1977 absolvierte er einen Kurs zum Erlangen der Hochschulreife in Lübbenau. Im Anschluss studierte er bis 1981 an der Ingenieurhochschule Zittau, wo er als Diplomingenieur für Elektroenergieversorgung abschloss.
Ab 1981 war er als Berufsschullehrer in Boxberg tätig. Während dieser Zeit erlangte er, von 1983 bis 1985, einen pädagogischen Abschluss an der TU Dresden. Seit 1999 ist er als Fachberater für Energietechnik tätig.
Lothar Bienst ist verheiratet und hat zwei Kinder, er ist evangelisch.

## Politik
Der CDU trat Bienst 1998 bei. Er ist Mitglied im Kreistag des Landkreises Görlitz. Bei der Landtagswahl 2009 zog er über das Direktmandat im Wahlkreis Niederschlesische Oberlausitz 1 in den Sächsischen Landtag ein. Er war Mitglied im Schul- und Sportausschuss, Schulpolitischer Sprecher der CDU-Fraktion (Arbeitskreisvorsitzender) und Mitglied im Petitionsausschuss.